# Прихно, Николай Васильевич
Николай Васильевич Прихно (укр. Микола Васильович Пріхно; род. 15 августа 1944 года, село Червоная Слобода) — механизатор колхоза имени Ленина Черкасского района Черкасской области, Украинская ССР. Герой Социалистического Труда (1972). Лауреат премии Ленинского комсомола в области науки и техники (1974). Депутат Верховного Совета СССР 10 — 11 созывов.

## Биография
Родился в 1944 году в крестьянской семье в селе Червоная Слобода. После окончания средней школы трудился в тракторной бригаде колхоза имени Ленина Черкасского района. С 1961 года — помощник тракториста, после окончания четырёхмесячных курсов механизации — тракторист в том же колхозе. В 1963—1966 годах проходил срочную службу в Советской Армии. После армии возвратился в колхоз имени Ленина, где продолжил трудиться трактористом (1966—1970). В 1970 году вступил в КПСС.
С 1970 по 1976 года — звеньевой и с 1976 по 1982 года — бригадир тракторной бригады в колхозе имени Ленина Черкасского района. Указом Президиума Верховного Совета СССР от 15 декабря 1972 года за выдающиеся трудовые достижения удостоен звания Героя Социалистического Труда с вручением ордена Ленина и золотой медали «Серп и Молот».
В 1974 году удостоен премии имени Ленинского комсомола в области науки и техники «за работы в области производства».
В 1978 году окончил заочный агрономический факультет Уманского сельскохозяйственного института. С 1982 года — звеньевой механизированного звена колхоза имени Ленина Черкасского района, позднее трудился в сельскохозяйственном предприятии «Агростат» в селе Леськи Черкасского района.
Избирался депутатом Верховного Совета СССР 10 — 11 созывов (1979—1984; 1984—1989).
После выхода на пенсию проживал в родном селе Червоная Слобода.
Сочинения
- Сила трудового суперництва, Промінь, 1977 г.

Награды
- Герой Социалистического Труда
- Орден Ленина — дважды